# Phymatodes testaceus
Phymatodes testaceus es una especie de escarabajo longicornio del género Phymatodes, tribu Callidiini, familia Cerambycidae. Fue descrita científicamente por Linné en 1758.
Se distribuye por África del Norte, Albania, Argelia, Alemania, Inglaterra, Armenia, Austria, Bélgica, Bosnia y Herzegovina, Bulgaria, Canadá, Chipre, Croacia, Dinamarca, España, Estonia, Estados Unidos, Europa, Finlandia, Francia, Grecia, Hungría, Irán, Italia, Japón, Kazajistán, Letonia, Lituania, Luxemburgo, Macedonia, Madeira, Marruecos, Moldavia, Noruega, Nueva Guinea, Países Bajos, Polonia, Portugal, República Árabe Siria, Rumania, Rusia europea, Eslovaquia, Eslovenia, Suecia, Suiza, República Checa, Túnez, Turquía, Ucrania y Yugoslavia. Mide 6-18 milímetros de longitud. El período de vuelo ocurre en los meses de abril, mayo, junio, julio y agosto.